# Givosiran
Givosiran (Handelsname: Givlaari; Hersteller Alnylam Pharmaceuticals) ist ein Arzneistoff, der zur Behandlung der akuten intermittierenden Porphyrie (AIP) zugelassen wurde. Es ist ein Vertreter einer vergleichsweise neuen Wirkstoffklasse, deren Wirkung auf RNA-Interferenz (RNAi) beziehungsweise RNA-Silencing (Gen-Stilllegung) beruht. In den Biowissenschaften hat sich RNA-Interferenz als eine Möglichkeit zur vorübergehenden Stilllegung von Genen („Gen-Knockdown“) etabliert. Man spricht bei dieser Substanzklasse von RNAi-Therapeutika.
Givosiran hat Orphan-Drug-Status; d. h. es ist ein Arzneimittel gegen eine seltene Krankheit. Givlaari wurde im Oktober 2021 mit dem Galenus-von-Pergamon-Preis in der Kategorie „Orphan Drugs“ ausgezeichnet.

## Anwendungsgebiete
Givosiran ist angezeigt zur Behandlung der akuten intermittierenden Porphyrie (AIP) bei Patienten ab 12 Jahren. Intermittierend bedeutet phasenhaft, siehe auch Krankheitsverlauf. Die AIP ist eine sehr seltene Krankheit (ultra rare disease) und eine Form der Porphyrien. Dabei handelt es sich um meist angeborene Störungen der Häm-Biosynthese, bei denen es aufgrund eines Enzym-Defektes zur Überproduktion, Anhäufung und vermehrten Ausscheidung von Zwischenprodukten der Hämsynthese, den sogenannten Porphyrinen, kommt. Unterschieden werden erythropoetische (die Blutbildung betreffende) und hepatische (die Leber betreffende) Porphyrien.

## Wirkungsmechanismus
Givosiran inhibiert die Aminolävulinsäuresynthase, welche in der Hämoglobinsynthese eine relevante Rolle spielt.

## Chemische Struktur
Givosiran ist eine doppelsträngige, kleine interferierende Ribonukleinsäure (small interfering RNA, siRNA).
Givosiran ist ein Konjugat aus einer siRNA mit einer verzweigten GalNAc-Verbindung. In der doppelsträngigen siRNA sind die Basenpaare als Kombination aus 2'-Deoxy-2'-fluor- und 2'-O-Methylnukleotiden wie folgt angeordnet:
Legende:

C ≙ Cytidin, A ≙ Adenosin, G ≙ Guanosin, U ≙ Uridin
X ≙ 2'-O-Methyl-X,

X ≙ 2'-Deoxy-2'-fluor-X
-  ≙ Phosphodiesterbindung
= ≙ Phosphorthioatbindung (Phosphodiesterbindung, bei dem die Hydroxygruppe durch eine Thiolgruppe ausgetauscht ist)
R1 = 
Die GalNAc-Konjugattechnologie („Enhanced Stabilization Chemistry“, ESC) ermöglicht die subkutane Gabe und bewirkt die Freisetzung der siRNA in der Leber.
Pharmazeutisch verwendet wird Givosiran als Natriumsalz, ein weißes bis blassgelbes, hygroskopisches Pulver, das sich leicht in Wasser löst.

## Studien
- EXPLORE: A prospective, multinational, observational study characterizing the natural history and clinical management of AHP patients with recurrent attacks (3 or more attacks/year) or who receive hemin or gonadotropin-releasing hormone analogue prophylaxis to prevent attacks.[7]
- OLE (open-label extension): A Study to Evaluate Long-term Safety and Clinical Activity of ALN-AS1 in Patient With Acute Intermittent Porphyria (AIP)[8]
- ENVISION: Manisha Balwani, Eliane Sardh et al.: Phase 3 Trial of RNAi Therapeutic Givosiran for Acute Intermittent Porphyria, N Engl J Med 2020; 382:2289-2301; doi:10.1056/NEJMoa1913147[9]

## Zulassung / Frühe Nutzenbewertung
Die Zulassung von Givlaari erfolgte im November 2019 in den USA und im März 2020 in der EU.
Vorangegangen war in den USA im Mai 2017 die Zuerkennung eines Breakthrough Therapy-Status zur Prophylaxe von akuten Schüben bei Patienten mit einer Akuten hepatischen Porphyrie. Das bedeutet ein beschleunigtes Zulassungsverfahren, das dem Medikament auch in der EU als „priority medicine“ (PRIME) seitens der europäischen Arzneimittel-Agentur (EMA) eingeräumt wurde. Givosiran hat sowohl in den USA als auch in der EU den Orphan Drug Status.
In der EU erfolgte im Januar 2020 eine positive Empfehlung seitens der EMA für eine Zulassung, wenig später die Zulassungserteilung durch die Europäische Kommission.
Givosiran hat bereits die frühe Nutzenbewertung nach § 35a SGB V durchlaufen. Der Gemeinsame Bundesausschuss (G-BA) attestiert Givosiran einen „Hinweis auf einen beträchtlichen Zusatznutzen“.